# Austerlitz Mayer
Austerlitz Mayer (Kismarton, 1832 – Eperjes, 1913. november 28.) eperjesi rabbi.

## Élete
Kismartonban született, ahol édesapja, Austerlitz Vilmos a rabbitestület elnöke volt és a hitközség újraalapításának munkájában vezető szerepet játszott. Az első vallástudományi ismereteit atyjától szerezte, 13 éves korában Nikolsburg híres talmudiskoláját látogatta, majd Bonyhádon Perls Mózes, Sárbogárdon Abbeles, Pozsonyban Szófér Ábrahám és Kismartonban Hildesheimer Izrael tanítványa volt. Kismartonból Prágába ment, ahol Solomon Judah Loeb Rapoport rabbi tanítványa lett, egyetemi tanulmányai közben Kaempf és Wessely előadásait hallgatta, majd Giessenben 1857-ben filozófiai doktorátust nyert. Rabbiképesítő okleveleit Hildesheimer kismartoni, Rappoport prágai és Lüpschitz szántói rabbitól nyerte. 1858-ban feleségül vette Fischmann Mózes miskolci rabbi leányát és 2 évig apósa oldalán mint segédrabbi működött. 
1860-ban az eperjesi, a mosonyi és az abonyi hitközségek hívták meg rabbinak, de Austerlitz Eperjes meghívását fogadta el és 1913-ban bekövetkezett haláláig, 53 éven keresztül, ott működött. Vezetése alatt a hitközség kulturális és emberbaráti intézményeivel, kiváló iskolájával mintahitközséggé fejlődött. Austerlitz nagy talmudi tudásával, szónoki képességével, klasszikus héber stílusával és irodalmi tevékenységével országos hírnevet szerzett.

## Ismertebb művei
- Die Ökonomie d. hebr. Sprache
- Gedächtnissrede über W. Austerlitz (1869)
- Das Öhlkrüglein (1879)
- Gedächtnissrede über S. H. Fischmann Rabb. zu Kecskemét (1880)
- Leichenrede an der Bahre eines Ermordeten (1865)
- Kasualreden (1910)
- Über den Selbstmord (1885)